# ショウナンパンドラ
ショウナンパンドラ（英：Shonan Pandora）は、日本中央競馬会（JRA）に登録されていた競走馬。おもな勝ち鞍は2014年の秋華賞（GI）、2015年のジャパンカップ（GI）、オールカマー（GII）。馬名は冠名＋神から全ての贈り物を与えられた女（ギリシャ語）。

## 戦績

### 2011年～2013年
東日本大震災の前日（2011年3月10日）に生まれる。2年後の2013年12月8日の阪神芝1800m新馬戦でデビューし2着。

### 2014年
年明け初戦の京都芝2000m未勝利戦でスタートで出遅れるも最後の直線で抜け出し初勝利を収める。その後エルフィンステークス、フラワーカップ、スイートピーステークスと3戦全てで単勝オッズ1番人気に支持されるがそれぞれ2着、5着、5着と敗れた。その後1戦を挟み、新潟競馬場の古馬混合500万条件戦で2勝目を挙げる。続く秋華賞トライアル紫苑ステークスで2着となり優先出走権を獲得した。秋華賞では単勝オッズ3番人気に支持され、騎乗した浜中俊がインコースをつくレース運びで抜け出し、オークス馬のヌーヴォレコルトを2着に抑えて優勝。重賞初勝利がGI初勝利となった。なお、ショウナンパンドラを管理する高野友和調教師も重賞初勝利及びGI初勝利となった。同時に紫苑ステークス経由では秋華賞初勝利・初連対となり、馬券に絡んだのも2002年シアリアスバイオ以来3頭目である。
続くエリザベス女王杯では6着であった。

### 2015年
初戦は大阪杯から始動するも、不良馬場に泣き9着に終わった。続くヴィクトリアマイルでは、縦長の速い流れの中、二の足がつかず追い込みも不発に終わり8着だった。陣営は次走に宝塚記念を選択。主戦の浜中が同レースでデニムアンドルビーに先約があるため、池添謙一と新コンビを組むことになった。レースでは、最内枠を生かし最短距離を走り3着入線、11番人気の低評価を跳ね返した。放牧をはさみ、秋はオールカマーへ出走。最後の直線でヌーヴォレコルトが最内を突いて抜け出すも、大外から上がり最速で差し切り、牝馬では97年のメジロドーベル以来18年ぶりの優勝。重賞2勝目とともに天皇賞（秋）の優先出走権を手にした。天皇賞（秋）では、スタートしてすぐの2コーナーで15番枠の影響で道中後方となり、上がり最速タイを叩き出すも4着までだった。次戦のジャパンカップでは、前走と同じ15番枠となり、騎乗した池添が「競馬の神様にうまく乗れるのか?と試されている気がした」と話していた。最後の直線では馬体をぶつけられながらも馬群を抜け出し、最内から伸びたラストインパクトをクビ差で差し切り、GI2勝目を同レース史上8回目（7頭目）の牝馬戴冠の快挙で飾った。この後、陣営は有馬記念へ出走を表明するも、最終追い切り後の息の入りがいつもと異なるため出走を回避した。この秋の活躍が評価され、JRA賞最優秀4歳以上牝馬に選出された。

### 2016年
初戦は大阪杯から始動したが3着、続くヴィクトリアマイルでは後方から追い込むも3着に敗れた。その後、宝塚記念に向けて調整されていたが、6月10日に左第3中手骨遠位罅裂骨折が判明し宝塚記念出走を断念、休養に入っていたが、11月2日に現役引退が決まった。引退後は生まれ故郷の白老ファームで繁殖牝馬となる。

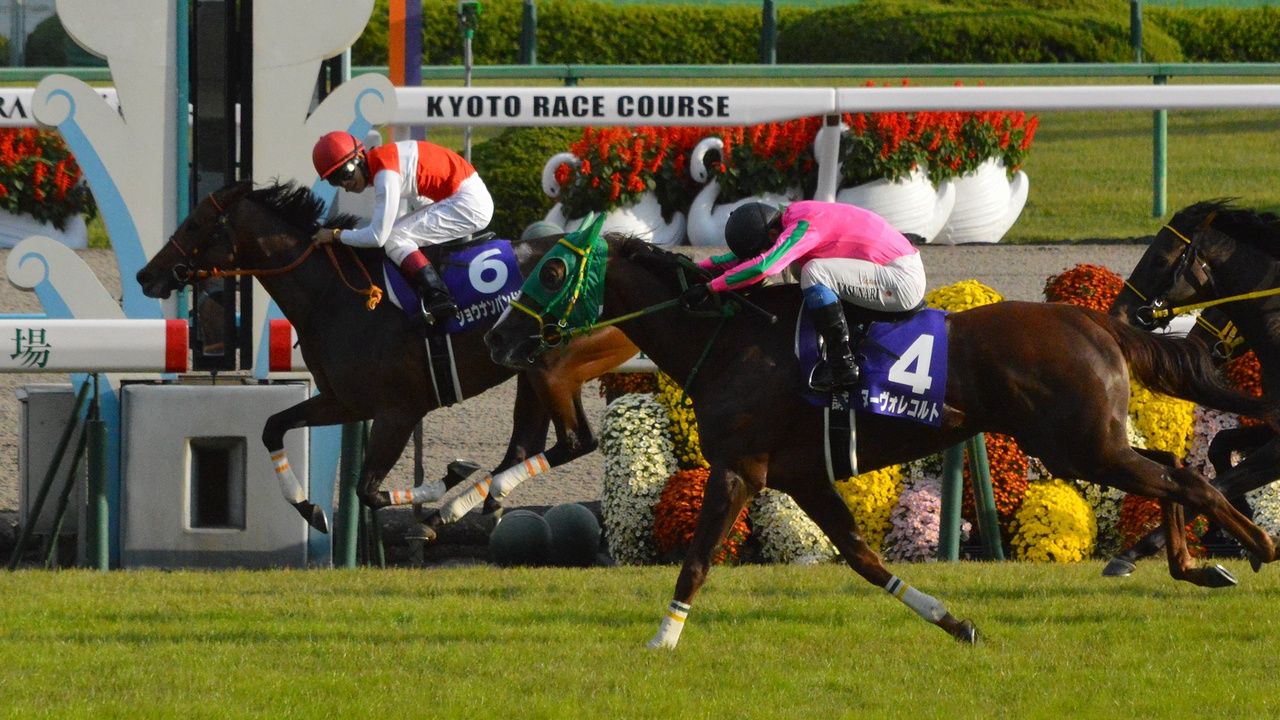
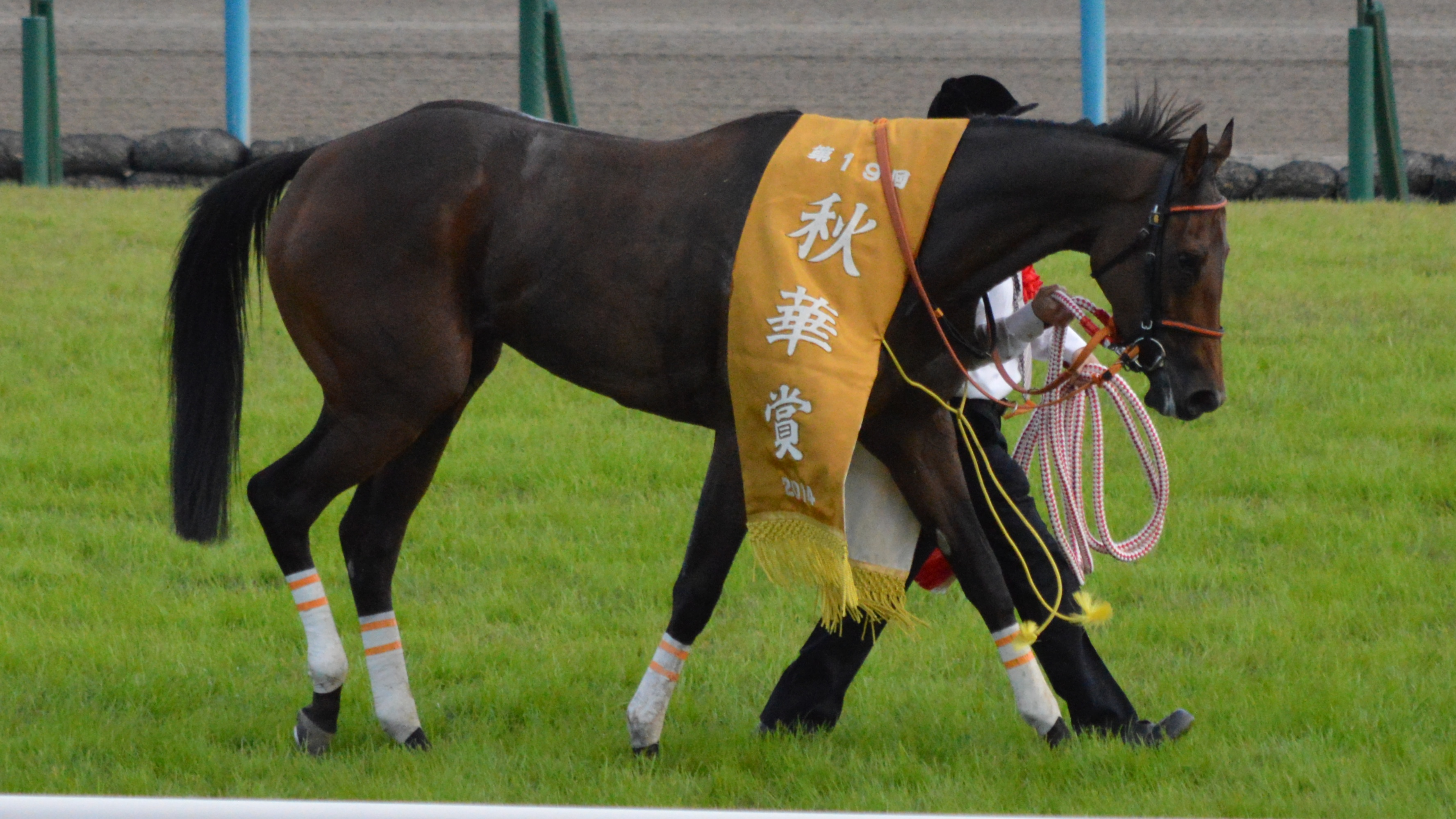
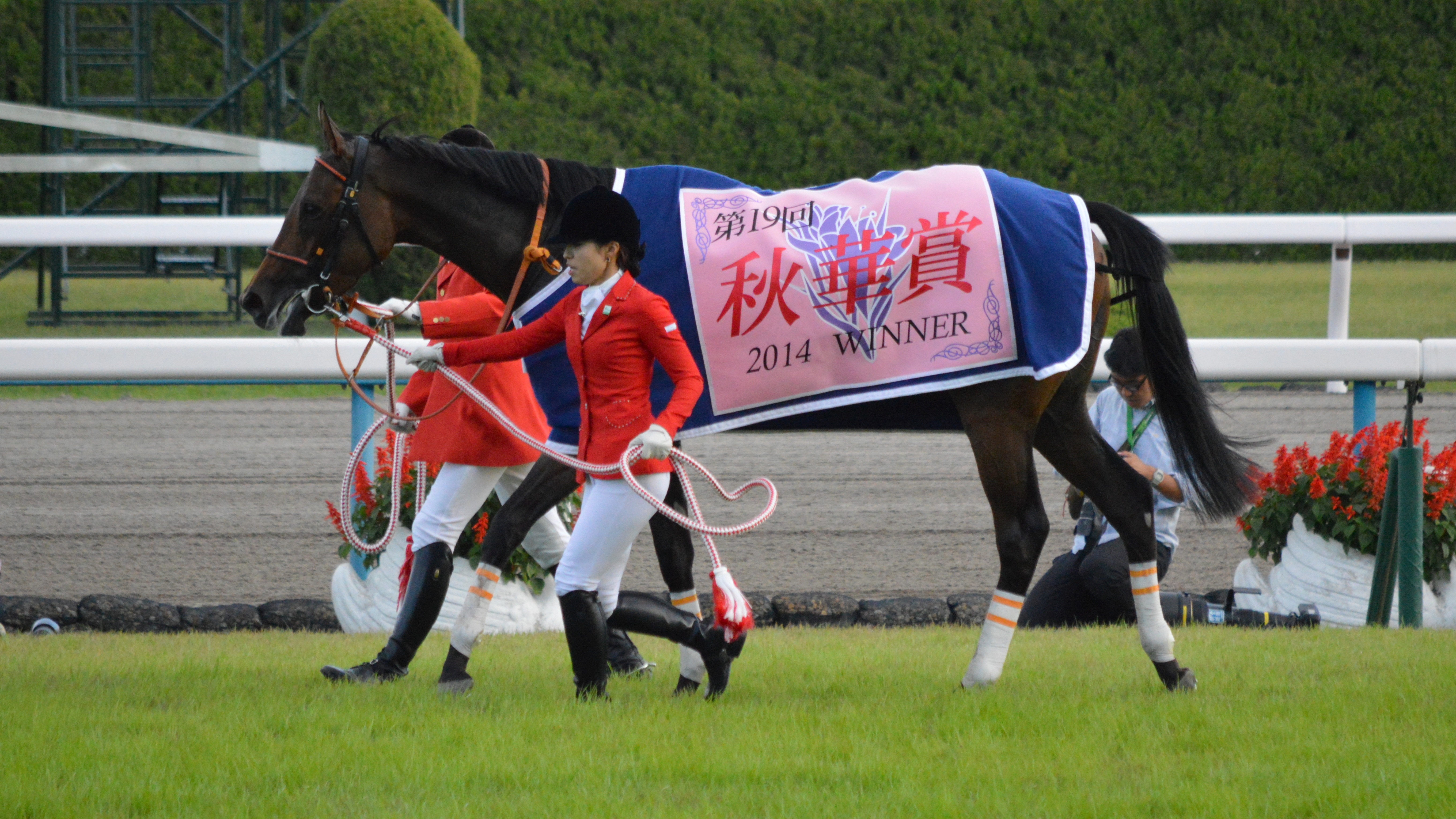
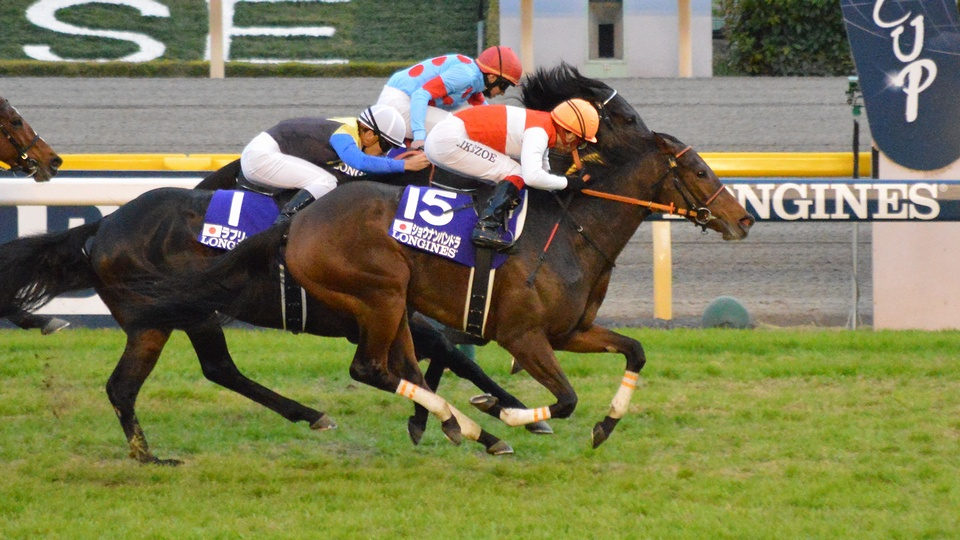

## 競走成績
| 競走日     | 競馬場 | 競走名             | 格      | 距離（馬場）  | 頭 数 | 枠 番 | 馬 番 | オッズ （人気） | 着順 | タイム （上り3F） | 着差 | 騎手           | 斤量 | 1着馬（2着馬）       |  |
| ---------- | ------ | ------------------ | ------- | ------------- | ----- | ----- | ----- | --------------- | ---- | ----------------- | ---- | -------------- | ---- | -------------------- |  |
| 2013.12.08 | 阪神   | 2歳新馬            |         | 芝1800m（良） | 9     | 7     | 7     | 03.3（02人）    | 2着  | 1:49.2（33.4）    | -0.1 | 浜中俊         | 54kg | ブルーフラッシュ     |  |
| 2014.01.05 | 京都   | 3歳未勝利          |         | 芝2000m（良） | 16    | 8     | 15    | 02.8（01人）    | 1着  | 2:01.0（34.9）    | -0.2 | 浜中俊         | 54kg | （アイスブレイク）   |  |
| 0000.02.08 | 京都   | エルフィンS        | OP      | 芝1600m（重） | 11    | 3     | 3     | 02.9（01人）    | 2着  | 1:38.0（34.0）    | -0.3 | 浜中俊         | 54kg | シャイニーガール     |  |
| 0000.03.21 | 中山   | フラワーC          | GIII    | 芝1800m（良） | 16    | 3     | 5     | 03.9（01人）    | 5着  | 1:51.8（36.6）    | -0.5 | 浜中俊         | 54kg | バウンスシャッセ     |  |
| 0000.05.04 | 東京   | スイートピーS      | OP      | 芝1800m（良） | 16    | 5     | 10    | 02.8（01人）    | 5着  | 1:47.8（33.6）    | -0.5 | 川須栄彦       | 54kg | シャイニーガール     |  |
| 0000.05.24 | 東京   | カーネーションC    | 500万下 | 芝1800m（良） | 17    | 8     | 17    | 05.5（03人）    | 2着  | 1:47.7（33.0）    | -0.0 | C.ウィリアムズ | 54kg | ヘイジームーン       |  |
| 0000.08.16 | 新潟   | 糸魚川特別         | 500万下 | 芝2000m（重） | 14    | 2     | 2     | 02.0（01人）    | 1着  | 2:00.1（33.6）    | -0.4 | 岩田康誠       | 52kg | (メイクアップ)       |  |
| 0000.09.13 | 新潟   | 紫苑S              | OP      | 芝2000m（不） | 18    | 4     | 7     | 02.8（01人）    | 2着  | 2:03.3（35.7）    | -0.0 | 岩田康誠       | 54kg | レーヴデトワール     |  |
| 0000.10.19 | 京都   | 秋華賞             | GI      | 芝2000m（良） | 17    | 3     | 6     | 10.1（03人）    | 1着  | 1:57.0（34.3）    | -0.0 | 浜中俊         | 55kg | （ヌーヴォレコルト） |  |
| 0000.11.16 | 京都   | エリザベス女王杯   | GI      | 芝2200m（良） | 18    | 6     | 12    | 08.9（04人）    | 6着  | 2:12.7（33.3）    | -0.4 | 浜中俊         | 54kg | ラキシス             |  |
| 2015.04.05 | 阪神   | 大阪杯             | GII     | 芝2000m（不） | 14    | 6     | 10    | 21.8（07人）    | 9着  | 2:04.8（38.4）    | -1.9 | 浜中俊         | 55kg | ラキシス             |  |
| 0000.05.17 | 東京   | ヴィクトリアマイル | GI      | 芝1600m（良） | 18    | 8     | 17    | 16.2（07人）    | 8着  | 1:32.8（33.5）    | -0.9 | 浜中俊         | 55kg | ストレイトガール     |  |
| 0000.06.28 | 阪神   | 宝塚記念           | GI      | 芝2200m（良） | 18    | 1     | 1     | 99.2（11人）    | 3着  | 2:14.6（34.7）    | -0.2 | 池添謙一       | 56kg | ラブリーデイ         |  |
| 0000.09.27 | 中山   | オールカマー       | GII     | 芝2200m（良） | 15    | 2     | 3     | 07.6（03人）    | 1着  | 2:11.9（34.1）    | -0.2 | 池添謙一       | 55kg | （ヌーヴォレコルト） |  |
| 0000.11.01 | 東京   | 天皇賞（秋）       | GI      | 芝2000m（良） | 18    | 7     | 15    | 09.0（05人）    | 4着  | 1:58.6（33.4）    | -0.2 | 池添謙一       | 56kg | ラブリーデイ         |  |
| 0000.11.29 | 東京   | ジャパンC          | GI      | 芝2400m（良） | 18    | 7     | 15    | 09.2（04人）    | 1着  | 2:24.7（33.9）    | -0.0 | 池添謙一       | 55kg | (ラストインパクト)   |  |
| 2016.04.03 | 阪神   | 大阪杯             | GII     | 芝2000m（良） | 11    | 7     | 8     | 05.9（04人）    | 3着  | 1:59.5（33.3）    | -0.2 | 池添謙一       | 56kg | アンビシャス         |  |
| 0000.05.15 | 東京   | ヴィクトリアマイル | GI      | 芝1600m（良） | 18    | 7     | 15    | 04.4（02人）    | 3着  | 1:31.9（33.5）    | -0.4 | 池添謙一       | 55kg | ストレイトガール     |  |

- 出典：競走馬成績

## 繁殖成績
|       | 生年   | 馬名                     | 性 | 毛色   | 父                 | 厩舎                           | 馬主                   | 戦績                 |
| ----- | ------ | ------------------------ | -- | ------ | ------------------ | ------------------------------ | ---------------------- | -------------------- |
| 初仔  | 2018年 | ショウナンハイネス       | 牝 | 鹿毛   | ロードカナロア     | 栗東・高野友和 →園田・保利良平 | 国本哲秀               | 9戦1勝（引退・繁殖） |
| 第2仔 | 2019年 | パンドレア               | 牝 | 鹿毛   | ロードカナロア     | 栗東・斉藤崇史                 | （有）シルクレーシング | 22戦2勝（引退）      |
| 第3仔 | 2020年 | ウォーターハウス         | 騸 | 黒鹿毛 | ロードカナロア     | 栗東・高野友和 →栗東・井上智史 | （有）シルクレーシング | 13戦2勝（現役）      |
| 第4仔 | 2021年 | レイナドラーダ           | 牝 | 栗毛   | レイデオロ         | 栗東・高野友和                 | （有）シルクレーシング | 4戦0勝（引退）       |
| 第5仔 | 2022年 | ショウナンサムデイ       | 牝 | 青鹿毛 | サートゥルナーリア | 美浦・奥村武                   | 国本哲秀               | 5戦1勝（現役）       |
| 第6仔 | 2023年 | ショウナンサイオウ       | 牡 | 栗毛   | ドレフォン         | 美浦・奥村武                   | 国本哲秀               | デビュー前           |
| 第7仔 | 2024年 | ショウナンパンドラの2024 | 牡 | 栗毛   | エピファネイア     |                                |                        | デビュー前           |

- 2025年4月13日現在

## 血統表
| ショウナンパンドラの血統                     | ショウナンパンドラの血統                                            | ショウナンパンドラの血統        | （血統表の出典）                | （血統表の出典）  |
| 父系                                         | サンデーサイレンス系                                                | サンデーサイレンス系            | サンデーサイレンス系            | [ § 2 ]           |
| 父 ディープインパクト 2002 鹿毛 北海道早来町 | 父の父*サンデーサイレンス Sunday Silence 1986 青鹿毛 アメリカ       | Halo                            | Hail to Reason                  | Hail to Reason    |
| 父 ディープインパクト 2002 鹿毛 北海道早来町 | 父の父*サンデーサイレンス Sunday Silence 1986 青鹿毛 アメリカ       | Halo                            | Cosmah                          |                   |
| 父 ディープインパクト 2002 鹿毛 北海道早来町 | 父の父*サンデーサイレンス Sunday Silence 1986 青鹿毛 アメリカ       | Wishing Well                    | Understanding                   | Understanding     |
| 父 ディープインパクト 2002 鹿毛 北海道早来町 | 父の父*サンデーサイレンス Sunday Silence 1986 青鹿毛 アメリカ       | Wishing Well                    | Mountain Flower                 |                   |
| 父 ディープインパクト 2002 鹿毛 北海道早来町 | 父の母*ウインドインハーヘア Wind in Her Hair 1991 鹿毛 アイルランド | Alzao                           | Lyphard                         | Lyphard           |
| 父 ディープインパクト 2002 鹿毛 北海道早来町 | 父の母*ウインドインハーヘア Wind in Her Hair 1991 鹿毛 アイルランド | Alzao                           | Lady Rebecca                    |                   |
| 父 ディープインパクト 2002 鹿毛 北海道早来町 | 父の母*ウインドインハーヘア Wind in Her Hair 1991 鹿毛 アイルランド | Burghclere                      | Burghclere                      | Burghclere        |
| 父 ディープインパクト 2002 鹿毛 北海道早来町 | 父の母*ウインドインハーヘア Wind in Her Hair 1991 鹿毛 アイルランド | Burghclere                      | Highclere                       |                   |
| 母 キューティゴールド 2004 栗毛 北海道白老町 | 母の父*フレンチデピュティ French Deputy 1992 栗毛 アメリカ          | Deputy Minister                 | Vice Regent                     | Vice Regent       |
| 母 キューティゴールド 2004 栗毛 北海道白老町 | 母の父*フレンチデピュティ French Deputy 1992 栗毛 アメリカ          | Deputy Minister                 | Mint Copy                       |                   |
| 母 キューティゴールド 2004 栗毛 北海道白老町 | 母の父*フレンチデピュティ French Deputy 1992 栗毛 アメリカ          | Mitterand                       | Hold Your Peace                 | Hold Your Peace   |
| 母 キューティゴールド 2004 栗毛 北海道白老町 | 母の父*フレンチデピュティ French Deputy 1992 栗毛 アメリカ          | Mitterand                       | Laredo Lass                     |                   |
| 母 キューティゴールド 2004 栗毛 北海道白老町 | 母の母ゴールデンサッシュ 1988 栗毛 北海道白老町                     | *ディクタス Dictus              | Sanctus                         | Sanctus           |
| 母 キューティゴールド 2004 栗毛 北海道白老町 | 母の母ゴールデンサッシュ 1988 栗毛 北海道白老町                     | *ディクタス Dictus              | Doronic                         |                   |
| 母 キューティゴールド 2004 栗毛 北海道白老町 | 母の母ゴールデンサッシュ 1988 栗毛 北海道白老町                     | ダイナサッシュ                  | *ノーザンテースト               | *ノーザンテースト |
| 母 キューティゴールド 2004 栗毛 北海道白老町 | 母の母ゴールデンサッシュ 1988 栗毛 北海道白老町                     | ダイナサッシュ                  | *ロイヤルサッシュ               |                   |
| 母系(F-No.)                                  | ロイヤルサッシュ系(FN:1-t)                                          | ロイヤルサッシュ系(FN:1-t)      | ロイヤルサッシュ系(FN:1-t)      | [ § 3 ]           |
| 5代内の近親交配                              | Northern Dancer 9.38% 5×（5×5）                                     | Northern Dancer 9.38% 5×（5×5） | Northern Dancer 9.38% 5×（5×5） | [ § 4 ]           |
| 出典                                         | 1. 2. 3. 4.                                                         | 1. 2. 3. 4.                     | 1. 2. 3. 4.                     | 1. 2. 3. 4.       |

- 近親：ステイゴールド（香港ヴァーズなど）、レクレドール（ローズステークス）、ドリームパスポート（神戸新聞杯など）、サッカーボーイ（マイルチャンピオンシップ、阪神3歳ステークスなど）、スノードラゴン（スプリンターズステークス）